# Samuel McLaughlin
 (décembre 2016).
Si vous disposez d'ouvrages ou d'articles de référence ou si vous connaissez des sites web de qualité traitant du thème abordé ici, merci de compléter l'article en donnant les références utiles à sa vérifiabilité et en les liant à la section « Notes et références ».
Pour les articles homonymes, voir McLaughlin.

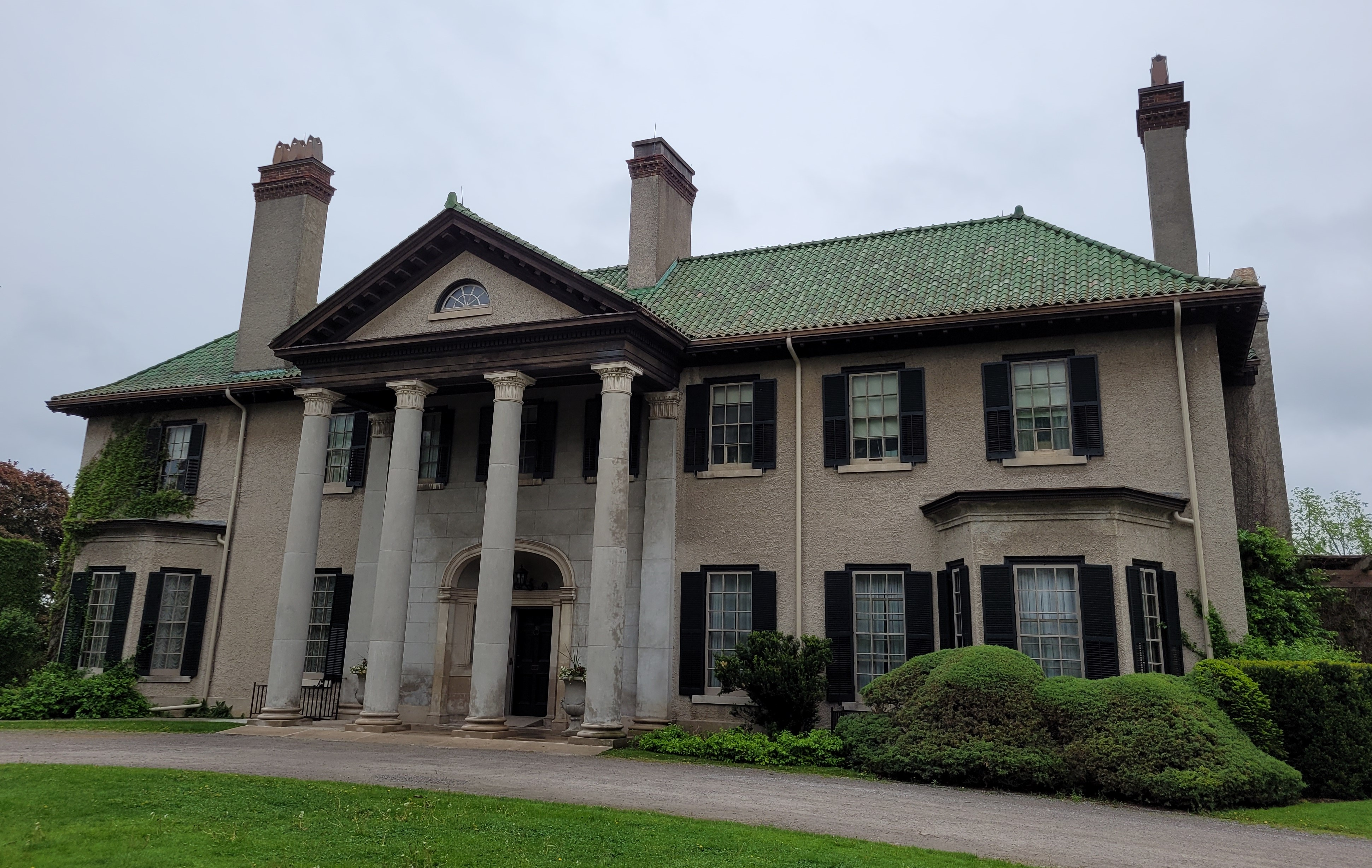
Parkwood (Ontario)

Le colonel et philanthrope Samuel McLaughlin (1871-1972) est l'un des premiers industriels canadiens de l'automobile, ami et partenaire de William C. Durant, le fondateur de General Motors. Il fonde la société McLaughlin Motor Car Co en 1907, l'une des premières manufactures d'automobiles du Canada, qu'il renommera ensuite « General Motors of Canada ».

## Histoire
Né à Bowmanville en Ontario, Robert Samuel McLaughlin est le fils de Robert McLaughlin, pour qui il travaille dès 1887, au service de la McLaughlin Carriage Works, la première manufacture  de buggies tirés par des chevaux de l'Empire britannique. 
Samuel McLaughlin fonde la société McLaughlin Motor Car Co en 1907, en décidant d'acheter les moteurs Buick de la société de William C. Durant, pour commercialiser le modèle « McLaughlin-Buick Model F », dont 154 exemplaires sont commercialisés en 1908. Le moteur vient des États-Unis, la carrosserie est fabriquée par l'usine canadienne, et le tout est assemblé à Detroit. Le contrat crée une alliance pour 15 ans, les deux associés vendant chacun à l'autre pour un demi-million de dollars d'actions de sa propre société, clause qui amènera McLaughlin à rester solidaire de William C. Durant, ce dernier étant écarté en 1910 par les banquiers à la suite d'une tentative de rachat de Ford jugée trop risquée.
En 1910, Robert Samuel McLaughlin devient administrateur de General Motors, qu'il fusionne avec ses sociétés canadiennes en 1918, même si la filiale canadienne conserve une existence juridique distincte sous le nom de « General Motors Canada ». 
Entre-temps, en 1915, il fusionne la société « Chevrolet Motor Company of Canada Limited », avec sa société « General Motors of Canada Limited and McLaughlin ». En 1916, il aide William C. Durant à reprendre le contrôle de General Motors grâce à des achats d'actions sur le New York Stock Exchange.